# Columbo: Black Lady
Black Lady (Originaltitel: Sex and the Married Detective) ist eine erstmals auf ABC gesendete Episode der Kriminalfilm-Reihe Columbo aus dem Jahr 1989. Die deutschsprachige Erstausstrahlung der dritten Folge der achten Staffel erfolgte im Jahr 1991 durch den Fernsehsender RTL plus. Die US-amerikanische Schauspielerin Lindsay Crouse verkörpert als Sexualtherapeutin Dr. Joan Allenby die Gegenspielerin von Inspektor Columbo, dargestellt von Peter Falk.

## Handlung
Dr. Joan Allenby ist eine renommierte Sexualtherapeutin, die zudem eine erfolgreiche Hörfunksendung moderiert und den Bestseller The Courtesan Complex veröffentlicht hat. Eines Abends erscheint sie unvorhergesehen in ihrer Therapieklinik, weil ein geschäftlicher Flug nach Chicago wetterbedingt annulliert werden musste. Dort beobachtet sie heimlich, wie sich David Kincaid, ihr langjähriger Geschäftspartner und Geliebter, mit der Sekretärin Cindy im Bett des Therapiezimmers vergnügt. Tief in ihren Gefühlen verletzt, arbeitet sie in Anlehnung an den Titel ihres Buches einen Plan aus, um sich an ihrem untreuen Lebensgefährten zu rächen. Äußerlich unbeeindruckt verabredet sie sich mit ihm nach der Rückkehr von ihrer Dienstreise zu einem Rendezvous in einer Bar. Vorher nimmt Allenby an einer Wohltätigkeitsveranstaltung im Konzerthaus teil, wo sie auf der Damentoilette ihr Aussehen und ihre Persönlichkeit als in Schwarz gekleidete Femme fatale gänzlich verändert. Nachdem sie in der Menge untertauchen konnte und den vereinbarten Treffpunkt erreicht hat, verrät sie dem überraschten Partner, ihre Verkleidung als Callgirl namens „Lisa“ sei der Auftakt zu einem amourösen Spiel, das ihre Beziehung wieder beleben soll. Kincaid geht auf die Maskerade ein und begleitet sie in die Klinik. Doch die vermeintliche Verführung im Therapiezimmer endet, als Allenby unvermittelt einen Revolver zückt und ihren Liebhaber erschießt. Danach legt sie eine Reihe falscher Spuren und kehrt zur Feier zurück. Aus dem Waschraum kommend, mischt sie sich in ihrer vertrauten Aufmachung erneut unter die anderen Gäste.
Am nächsten Morgen erhält Allenby die Nachricht von Kincaids Tod und eilt in ihr Büro. Inspektor Columbo erfährt durch den Wachmann des Gebäudes von der geheimnisvollen Dame. Während der Tatortbesichtigung fällt Columbo unter anderem auf, dass der Ermordete keine Schlüssel bei sich trägt. Später fährt Allenby zur Konzerthalle, um die unter dem Waschtisch versteckten Kleider ihres Alter Egos an sich zu nehmen und in ihrer Aktentasche zu verstauen. Für weitere Recherchen befindet sich der Inspektor zufällig am selben Ort und begegnet der nervösen Therapeutin im Foyer. Im Anschluss berichtet Helen Hendrix, die Gastgeberin des Abends, von einer unbekannten Frau, auf welche die Beschreibung der Gesuchten passt. Kurz bevor Allenby die obsolete Kleidung im Kamin ihres Hauses verbrennen kann, kommt Columbo am späten Abend vorbei und informiert über den Stand der Ermittlungen. Den Schilderungen des Barkeepers zufolge haben sich Täter und Opfer möglicherweise bereits gekannt. Außerdem wurden die verschwundenen Schlüssel in Kincaids Wagen gefunden, womit die Frage offenbleibt, wer die Türen zu den Klinikräumen in der Mordnacht geöffnet hat. Tags darauf klären die anderen Therapeuten den Inspektor über die Affäre zwischen dem Toten und der Sekretärin auf. Darüber hinaus habe ein interessierter Konzertbesucher die mysteriöse Frau bis zur Toilette verfolgt und vergeblich auf ihre Wiederkehr gewartet. Daraufhin entdeckt Columbo Reste eines Klebestreifens auf der Unterseite des Waschbeckens. Zurück in den Büros der Einrichtung, fördert eine Durchsuchung der Mülleimer ein Preisschild zutage, das der Inspektor bereits beim ersten Zusammentreffen beiläufig an Allenbys Mantel bemerkt hatte.
Da die Beweislage widersprüchlich ist und die Fahndung keine neuen Anhaltspunkte liefert, betont Columbo wiederholt, wie wichtig es sei, die Unbekannte zu finden. Zwischenzeitlich hat Allenby Gefallen an ihrer Verwandlung gefunden und beschlossen, sich vorerst nicht von den belastenden Kleidungsstücken zu trennen. Um die Polizei zufriedenzustellen, nimmt sie ein letztes Mal die Gestalt von „Lisa“ an. Sie besucht mehrere Nachtklubs und besticht die Barmänner, damit diese dem Inspektor ausrichten lassen, dass sie die Tat bereue und die Stadt bald verlassen werde. Columbo lässt sich jedoch nicht beirren. Er zitiert die Verdächtige unter einem Vorwand in die Klinik und erklärt, er habe die Frau in Schwarz endlich aufgespürt. Dann erkundigt er sich nach den Details ihrer Dienstreise. Ohne darauf einzugehen, macht sich Allenby auf den Weg und hält verwirrt inne, als sie in der Lobby die Silhouette einer Person sieht, die „Lisa“ ähnelt. Kurze Zeit später hängen dieselben Kleider auf einer Schaufensterpuppe im Therapiezimmer. Der Inspektor legt seine Erkenntnisse dar: Allenby habe nicht nur ihren neuen Mantel in einem Kaufhaus in Chicago gekauft, sondern auch nachweislich einen Scheck über 1500 US-Dollar eingelöst. Mit dem Bargeld habe sie die extravagante Kleidung und Perücke bar bezahlt, um keine schriftlichen Belege zu hinterlassen. Die Angestellten haben sie anhand eines Fotos wiedererkannt. Die Frau, die Allenby vor wenigen Augenblicken gesehen hat, ist eine verkleidete Polizistin. Zusammen mit den Aussagen der Augenzeugen vom Konzert sind die Indizien erdrückend. Allenby gesteht und wird verhaftet, während Columbo versichert, er könne ihr Motiv nachvollziehen.

## Hintergrund
Der Drehbuchautor Jerry Ludwig lieferte zum ersten und einzigen Mal die Vorlage für eine Episode der Fernsehreihe, nachdem er bereits unter seinem richtigen Namen Jerrold L. Ludwig mit dem Produzenten Stanley Kallis in den Serien Kobra, übernehmen Sie, Hawaii Fünf-Null und Police Story zusammengearbeitet hatte. Ludwig erinnerte sich an die erste Präsentation: “Stanley went over to Columbo and he invited me to come over. I’d been an admirer of Dick Simmons for a long, long time, so I thought that was fun. You’ve heard all about Hollywood pitch meetings. This was the easiest sale I ever had. They said, ‘Do you have any ideas?’ and I said, ‘Well, I have one.’ They said, ‘What is it?’ I said, ‘Columbo meets Dr. Ruth’ They said, ‘Go and write it.’” (deutsch: „Stanley [Kallis] ging hinüber zu Columbo und lud mich ein, vorbeizukommen. Ich war schon lange ein Bewunderer von Dick [Richard Alan] Simmons, also fand ich es lustig. Man hat alles über Pitch-Meetings in Hollywood gehört. Dies war das einfachste Verkaufsgespräch, das ich je hatte. Sie sagten: ‚Haben Sie irgendwelche Ideen?‘ und ich sagte: ‚Nun, ich habe eine.‘ Sie sagten: ‚Um was handelt es sich?‘ Ich sagte: ‚Columbo trifft Dr. Ruth‘ Sie sagten: ‚Gehen Sie und schreiben Sie es.‘“)
Als Darstellerin der Mörderin war zunächst Linda Hunt vorgesehen, doch das Skript erforderte eine jüngere und größere Person. Die Produzenten hatten zunächst Bedenken, das Wort „Sex“ in den englischen Originaltitel aufzunehmen, weil eine übermäßige Betonung dieses Aspektes den Grundsätzen einer Columbo-Folge widersprach. Ludwig erklärte: “I think we promised more than we delivered with that one, though. It was her job category rather than the activity.” (deutsch: „Ich glaube allerdings, dass wir damit mehr versprochen als gehalten haben. Es war eher ihre [Allenbys] Berufskategorie als die Tätigkeit selbst.“) Zu den Dreharbeiten äußerte er sich wie folgt: “It was a very luxurious tempo there. Because Peter was very exacting, a perfectionist, it moved often at a glacial speed. Around the office, they used to say Peter’s ideal would be to make one episode a year, but spend the whole year making it.” (deutsch: „Es herrschte dort eine sehr angenehme Arbeitsgeschwindigkeit. Da Peter sehr anspruchsvoll und perfektionistisch war, bewegte er sich oft im Zeitlupentempo. In Bürokreisen hieß es immer, Peters Wunschvorstellung wäre es, eine Episode pro Jahr zu veröffentlichen, aber das ganze Jahr damit zu verbringen, sie zu drehen.“)

## Besetzung und Synchronisation
Die deutschsprachige Synchronfassung entstand bei der Alster Studios Synchron.
| Figur                | Darsteller             | Deutscher Sprecher (Fernsehfassung) | Deutscher Sprecher (Videofassung) |
| -------------------- | ---------------------- | ----------------------------------- | --------------------------------- |
| Lieutenant Columbo   | Peter Falk             | Klaus Schwarzkopf                   | Hans Sievers                      |
| Gaststars            |                        |                                     |                                   |
| Dr. Joan Allenby     | Lindsay Crouse         | Angela Stresemann                   | Angela Stresemann                 |
| Cindy                | Julia Montgomery       | Traudel Sperber                     | Traudel Sperber                   |
| Dr. Simon Ward       | Peter Jurasik          | Holger Mahlich                      | Holger Mahlich                    |
| Dr. Walter Neff      | Ken Lerner             | Peter Aust                          | Manfred Reddemann                 |
| Helen Hendrix        | Marge Redmond          | Angela Stresemann                   | Angela Stresemann                 |
| David Kincaid        | Stephen Macht          | Volkert Kraeft                      |                                   |
| Weitere Darsteller   |                        |                                     |                                   |
| Norm                 | Dave Florek            | Henry König                         | Henry König                       |
| Charlie              | Harry Johnson          | Marianne Kehlau                     | Marianne Kehlau                   |
| Tubabläser           | Pierrino Mascarino     |                                     |                                   |
| Sergeant Burke       | Stewart J. Zully       |                                     |                                   |
| Putzfrau             | Lisa Pera              |                                     |                                   |
| Madge                | Susan Gibney           |                                     |                                   |
| Ozzie                | Peter Wise             | Marco Kröger                        | Marco Kröger                      |
| Flughafenangestellte | Michele Lamar Richards |                                     |                                   |
| 1. Barkeeper         | Doug MacHugh           |                                     |                                   |
| Jill                 | Janet Julian           |                                     |                                   |

## Rezeption
Die Fernsehzeitschrift TV Spielfilm vergab eine positive Wertung (Daumen hoch): „Columbo allein unter Sextherapeuten: Spaßig! […] Ein bisschen Hitchcock, ein bisschen Nonsens: Regisseur Jim Frawley treibt die Absurditäten ungeniert auf die Spitze.“
Der Autor Michael Striss wertete mit zwei von vier Sternen (durchschnittlich). Er kritisierte insbesondere eine Reihe von Auswüchsen im Skript: „Man weiß kaum, wie man diese Episode einordnen soll. Zunächst hat sie eine Reihe guter Anteile. Lindsay Crouse überzeugt in der Rolle einer selbstbewussten, aber ebenso verletzlichen Frau von Format. Die mit ihrer Verwandlung in eine Prostituierte einhergehende Persönlichkeitsspaltung gerät ansatzweise sogar zu einer psychologischen Studie. […] Damit aber ist das Positive bereits genannt. Der sonst der Serie eigene hintergründige und feinsinnige Humor gerät durch eine Ansammlung überzogener Skurrilitäten zum Klamauk. Ein die Tuba blasender Inspektor ist vielleicht noch zu verkraften. Weniger schon die Dame, die Joan zum Verlust des Geliebten kondolieren will, sie aber nicht umarmen kann, weil eben ein solches ausladendes Instrument um ihren nicht minder ausladenden Leib gehängt ist. Die Mitarbeiter der Klinik bedienen das Klischee des abgedrehten und weltfremden Psychiaters, der selbst sein bester Kunde ist. Völlig überzogen ist jene Szene, in der Columbo von solchen Leuten um persönliche Ratschläge gebeten wird. […] Dem Charakter des Inspektors völlig zuwiderlaufend ist die Szene, in der er, von einer russischen Putzfrau verfolgt, ein Beweisstück im Müll sucht. Er reagiert im Höchstmaß cholerisch, rennt und schreit herum wie Louis de Funès in seinen besten Zeiten. Weniger wäre hier mehr gewesen. Dafür hätte Autor Jerry Ludwig aus dem im amerikanischen Originaltitel angekündigten Thema noch mehr herausholen können.“
Der Autor Mark Dawidziak äußerte sich positiv: „Obwohl offensichtlich einige Szenen zum Auffüllen eingefügt wurden, um die zweistündige Laufzeit zu erreichen, fühlte es sich bei dieser unterhaltsamen Episode so an, als könnte das Revival endlich seinen Rhythmus finden. Zwischen Falk und Crouse herrschte eine großartige Chemie, und insgesamt erwachte Black Lady mehr zum Leben als die ersten beiden Columbo-Krimis auf ABC.“